# 鍾昇霖
鍾昇霖（Chung Sing Lam，1998年8月14日—），生於香港，香港足球運動員，司職中堅。現時效力澳門甲組足球聯賽球隊鄒北記。

## 球員生涯
鍾昇霖生於香港，出身於廣州恆大青年軍，直到2015/16球季完結後，鍾昇霖與數名隊友隨流浪總監李輝立轉會至新組成的港超聯球會標準灝天，並於2017年4月2日對傑志的聯賽，正選登場，首度為灝天上陣，至75分鐘被換出，結果流浪以1–5落敗，而他於職業生涯第二季內在各項賽事上陣1場，還於季尾協助標準灝天於11支球隊中獲得第9，護級成功，可是最終球隊因交還管理權問題而解散，
直到球季完結後，鍾昇霖再隨總監李輝立重返標準流浪，並於2017年12月10日再對傑志的聯賽，後備入替，首度為流浪上陣，結果流浪以0–6落敗，到12月17日，對飛馬的菁英盃分組賽，首度為流浪正選上陣，結果流浪以0–3落敗，
隨着同位置的隊友徐宏傑在第40屆省港盃表現出色，並在1月10日加盟中甲球會梅州客家後，鍾昇霖獲流浪給予更多機會。結果流浪在4月22日主場不敵R&F富力後，宣告護級失敗。
2022年加盟澳門甲組足球聯賽球隊聯樂。

## 榮譽
標準流浪
- 預備組聯賽冠軍（2015–2016年）

標準灝天
- 預備組聯賽冠軍（2016–2017年）

香港代表隊
- 省港盃冠軍（2019年）

## 外部連結
- 香港足球總會網頁球員註冊資料 （页面存档备份，存于）